# تماشا (فیلم)
تماشا یا نمایش (به انگلیسی: Tamasha) محصول سال ۲۰۱۵ است. ژانر این فیلم درام بوده و این فیلم به کارگردانی امتیاز علی بوده‌است.

## بازیگران و نقش‌ها
رانبیر کاپور: ود واردهان ساهنی
دیپیکا پادوکن: تارا ماهش واری
یاش سهگال: کودکی ود واردهان
جاوید شیخ: پدر ود
سوشما ست: مادر بزرگ ود
ویوک موشران: رئیس ود
پیوش میشرا: قصه گو

## داستان
فیلم در ابتدا اجرای نمایش توسط یه ربات و یک دلقک را به تصویر می‌کشد. سپس روایت داستان از زندگی یک پسربچه به نام ود آغاز می‌شود که همیشه نزد پیرمردی برای شنیدن داستان می‌رود.
درجزیره کرس دختری جوان به اسم تارا (دیپیکا پادوکن) از شخصی درخواست می‌کند که برای چند دقیقه تلفنش را به او قرض دهد اما آن فرد قبول نمی‌کند. همین اتفاق بار دیگر از دید پسر داستان (رانبیر کاپور) نشان داده می‌شود. این دو از همین طریق با یکدیگر آشنا می‌شوند و تصمیم می‌گیرند هیچگاه به یکدیگر نگویند که در واقع چه کسی هستند و هویت واقعی اشان را آشکار نکنند! پس ود، با اسم "دان" و تارا با اسم "موناً خود را به یکدیگر معرفی می‌کنند. علاوه بر آن، آن‌ها باهم قرار می‌گذارند که پس از پایان سفر ناگهانی غیبشان بزند تا مزهٔ داستان از بین نرود و یک داستان جدید میان آن‌ها شکل بگیرد.
تارا به دریج در حال علاقه‌مند شدن به ود است اما در نهایت جزیره را ترک می‌کند. داستان دوباره به عقب بازمی‌گردد و پسربچه از پیرمرد داستان گو دربارهٔ چنین پایان ناخوشی سؤال می‌کند و متوجه می‌شود هر داستانی قسمت غم‌انگیزی هم دارد.
تارا بهکلکته در هند بازمی‌گردد، اما دیگر همه چیز زندگی در مقایسه با آن شور و هیجان جزیره کرس همراه با ود، برایش خسته‌کننده به نظر می‌رسد. برای کار به دهلی می‌رود و در آنجا متوجه کتاب‌خانه ای می‌شود که مهرش را روی کتاب ود دیده بود. هر روز به آنجا می‌رود تا شاید دوباره ود را ببیند که ناگهان با او مواجه می‌شود. ود یک مدیر محصول است و آن‌ها این بار هویتشان را برای هم آشکار می‌کنند. تارا به ود می‌گوید که عاشقش شده و زندگی بدون او چقدر کسل‌کننده است.
شب آن دو برای صرف شام به یک رستوران ژاپنی می‌روند. تارا انتظار دارد همان ود سابق که همواره در حال شیطنت و شوخی است را ببنیند اما ود دربارهٔ رستوران و کسب و کار با او صحبت می‌کند. این ود آن ود سابق نیست. دوباره باهم قرار می‌گذراند و بیرون می‌روند اما دوباره همان روزمرگی و خسته‌کنندگی برای تارا تکرار می‌شود. ود در روز تولدش به او پیشنهاد ازدواج می‌دهد اما تارا نمی‌پذیرد و از او همان ود سابق را می‌خواهد اما ود می‌گوید که در آن سفر فقط مشغول نقش بازی کردن بوده و خود واقعی او این است. ود دچار اختلالات روانی می‌شود به خانه تارا رفته و داد و بیداد می‌کند در سر کار دیوانه بازی درمی‌آورد به حدی که رئیسش او را اخراج می‌کند. تارا سعی می‌کند از ود عذرخواهی کند اما حال ود اصلاً مساعد نیست.
ود به زادگاهش بازمی‌گردد اما پدرش بعد اینکه متوجه می‌شود ود کارش را رها کرده او را سرزنش می‌کند. ود برای اینکه بفهمد داستان زندگی او چیست و چه باید بکند به سراغ همان داستان گوی دوران بچگی اش می‌رود اما آن شخص مبتلا به الزایمر است ولی حرف‌هایش چشم‌های ود را باز می‌کند. ود با اعضای خانواده اش صحبت می‌کند و پدرش به او اجازه می‌دهد مهندسی را ترک کند و به دنبال زندگی خود برود.
ود به دهلی بازمی‌گردد. تارا بعد از اتمام جلسه کاری اش با یادداشت «دان بازمی‌گردد» رو به رو می‌شود و این برای تارا بسیار شوکه‌کننده است. آن‌ها در اطراف قدم می‌زنند و شوخی‌های جزیره باز از سر گرفته می‌شود. داستان به عقب بازمی‌گردد و تصاویری از ود در دوران جوانی و نوجوانی نشان داده می‌شود که دیگر آزاد و رها شده‌است.
در پایان، نمایش دلقک تمام می‌شود و ود به عنوان کارگردان به روی صحنه می‌آید تارا وارد می‌شود و با رفتارهای جالبی به هم علامت می‌دهند!